# Société de recherches et d'applications techniques
La Société de recherches et d'applications techniques (SRAT) est un centre de recherche spécialisé dans le domaine des nouvelles technologies à usage militaire et dans le domaine de la sécurité. 
Elle correspond à ce qu'on appelle communément un bureau d'étude et contractualisait principalement avec le ministère des Armées et le Commissariat à l'énergie atomique. 

## Historique de la SRAT
Elle fut fondée par le directeur général de la banque banque franco-chinoise pour le commerce et l'industrie et ancien officier spécialisé dans les liaisons radios, Marc Langlois-Berthelot. Elle travailla avec un groupe d'ingénieurs en électricité, géologie et nucléaire majoritairement issus de Supélec (les 4 frères Langlois-Berthelot). Elle publie également un certain nombre de rapports sur des sujets liés à l'électronique et l'informatique. Jean-Marc Langlois-Berthelot a également été chargé de plusieurs missions par la SRAT.   
Passé ce dernier projet, la SRAT fut dissoute par  ses membres fondateurs qui étaient les frères Langlois-Berthelot,  rejoignant des grands groupes comme IBM et Alstom ou enseignant à Supélec et à l'École des mines. Le dernier directeur de la SRAT fut Olivier Langlois-Berthelot, ingénieur de l'ISEP,  qui a rejoint ensuite la division recherche militaire d'IBM.

## Innovations techniques de la SRAT
Elle est notamment à l'origine de deux innovations techniques :
- Cette société, fondée à Paris en 1955, créa un poste de TSF qui puisse supporter la chaleur et l'humidité en Indochine, ce que les autres postes de TSF ne pouvaient pas auparavant, et tombant, par conséquent,  régulièrement en panne. Son produit rencontra un grand succès et elle fournit notamment ses postes TSF en Chine et au Cameroun ;
- Elle fut rapidement remarquée à Paris et le Commissariat à l'énergie atomique fit appel à elle lors de la fabrication de la première bombe atomique française. Le Commissariat à l'énergie atomique demanda à la SRAT de mettre en place un compteur Geiger qui permette la prospection du minerai d'uranium[2].Les compétences des ingénieurs en géologie de cette entreprise  les fit également gagner la confiance du Commissariat à l'énergie atomique qui confia à la SRAT la mission d'effectuer les cartes géologiques pour la prospection du minerai[3].